# Upolín evropský

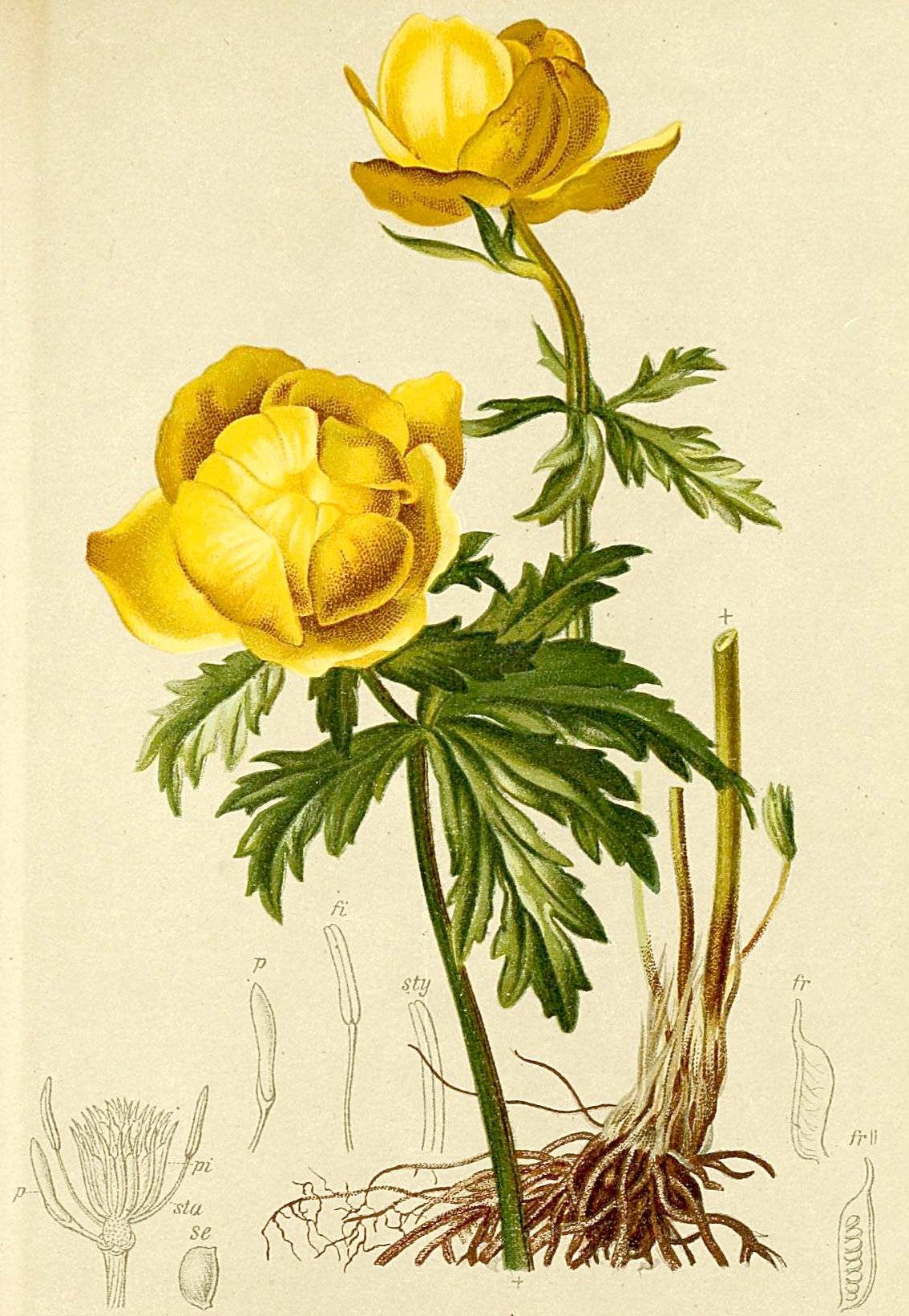
Zobrazení upolínu evropského

Upolín evropský (Trollius europaeus) je vyšší, vytrvalá, vlhkomilná rostlina s nápadnými, jasně žlutými, až 3 cm velkými kulovitými květy. Často se pěstuje jako okrasná rostlina v mnoha kulturních formách s květy v různých odstínech žluté a oranžové barvy, které mohou být plné až jednoduché. V přírodě České republiky neroste.
V minulosti byl upolín evropský ztotožňován s upolínem nejvyšším, který je v české krajině hojný a teprve nedávno byly vylišeny dva druhy. Charakteristickým morfologickým znakem upolínu evropského jsou krátké zobánky na konci plodů, těmi se odlišuje od upolínu nejvyššího, který má zobánky dlouhé a v české přírodě roste.

## Výskyt
Je poměrně hojný v západní Evropě, Španělsku, Francii, Itálii a Švýcarsku. Ve střední Evropě se vyskytuje pouze na západě, v Rakousku a Německu. Dále na jihovýchodě je znám z Albánie, Bulharska, Řecka a evropské části Ruska a západní Sibiře. Jako nepůvodní druh se vyskytuje na jihozápadě Kanady.

## Ekologie
Rostlina je místy hojným hemikryptofytem vlhkých luk, světlých okrajů lesů, pramenišť i mokrých příkopů podél nezpevněných polních cest. Mimo vlhké, humózní, písčité až jílovité půdy potřebuje i dostatek světla. Postupným odvodňování vlhkých luk však postupně z přírody mizí a tím se trvale snižuje estetický půvab krajiny. Nejčastěji se vyskytuje do nadmořské výšky až 1600 m n. m. Kvete obvykle v květnu a červnu. Ploidie druhu je 2n = 16.

## Popis

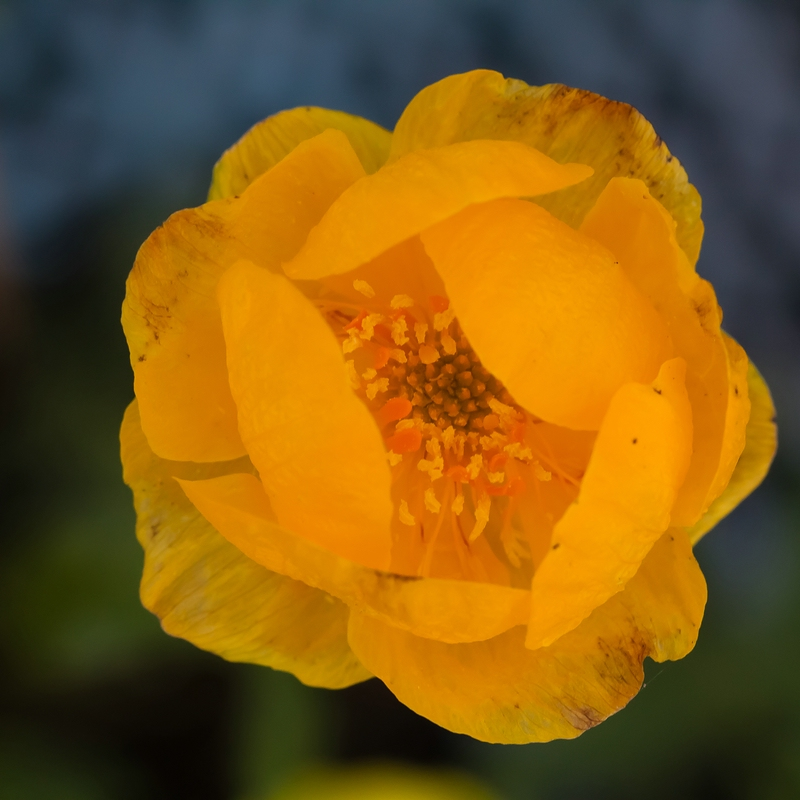
Pootevřený květ

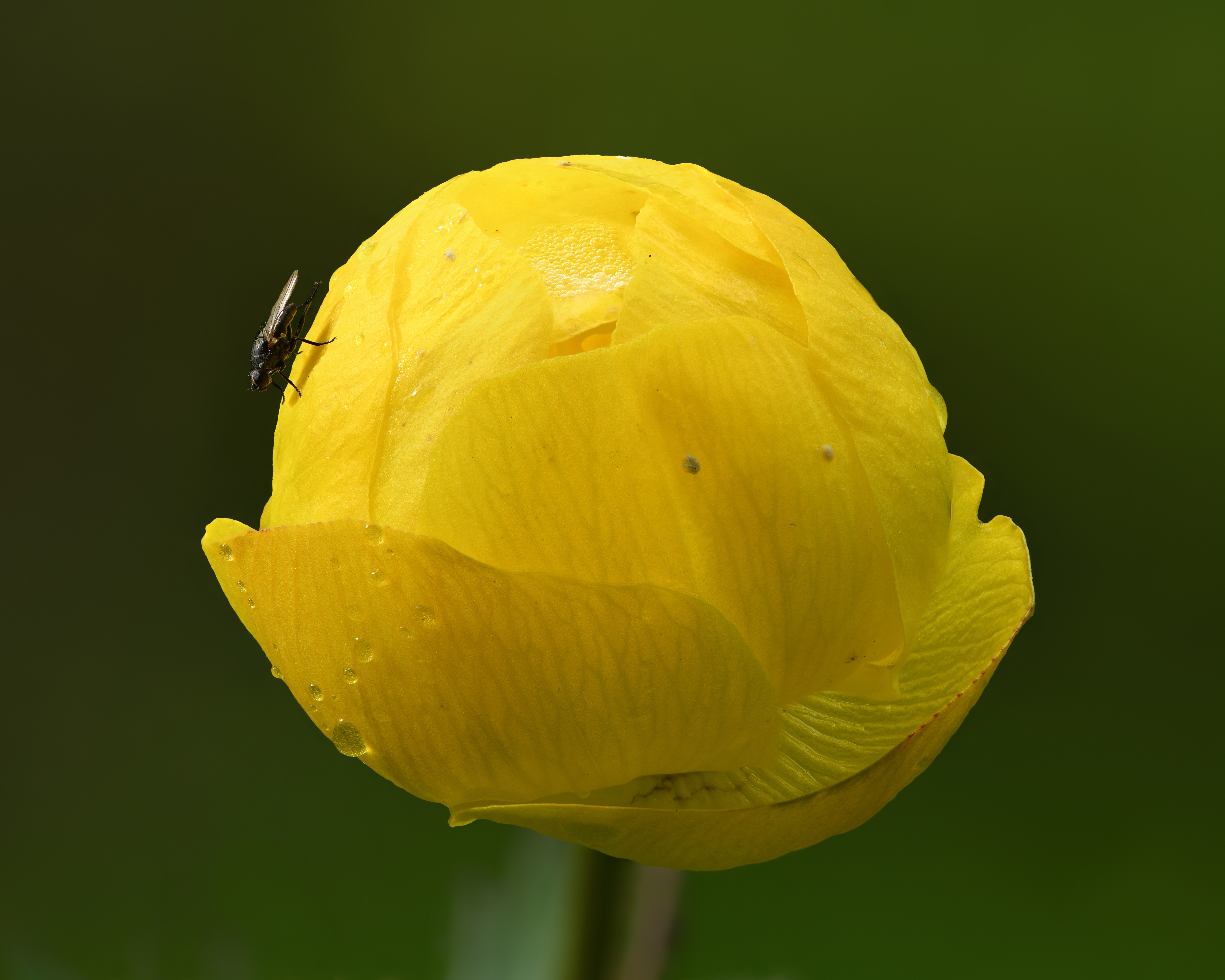
Květ

Upolín evropský je trsnatá, dlouhověká trvalka se vzpřímenými lodyhami vysokými 40 až 60 cm. Vyrůstá z velkých pupenů na krátkém, hrubém oddenku s četnými adventivními kořeny. Lodyhy jsou nevětvené, pouze vzácně se řídce větví v horní části. Přízemní listy mají dlouhý řapíky na bázi rozšířený v pochvu a dlanitě pětidílnou čepel s obvejčitými, tříklanými, dvakrát hluboce zubatými úkrojky. Střídavé lodyžní listy s krátkými řapíky jsou dlanitě pětidílné a jejich obvejčité úkrojky bývají celokrajné nebo zubaté. Všechny listy jsou lysé, lesklé, na lícní straně tmavě zelené a na rubové světlejší.
Na konci lodyh, často i lodyžních větví, vyrůstají jediné květy 2 až 3 cm velké s pevně sevřeným kulovitým okvětím, které chrání pohlavní orgány květů před nepřízni počasí. Okvětí je složeno z osmi až deseti, ojediněle až patnácti okrouhlých, citrónově žlutých, volných kališních lístků rostoucích ve spirále. Korunních lístků, které jsou menší, čárkovité, bývá pět až deset a jsou v podstatě přeměněny v nektaria. Volných tyčinek se žlutými, podlouhlými prašníky bývá nejméně 20. Apokarpní gyneceum je vytvořeno z mnoha plodolistů a má vícero pestíků nesoucí čnělky s bliznami.
Uzavření jádra květu do pevného obalu okvětí dělá problémy mnoha opylovačům dostat se k nektaru. Jsou proto opylovány hlavně mohutnějším hmyzem, například květilkami rodu Chiastocheta. Ty po nasání nektaru, při kterém květ opyli, nakladou do semeníků vajíčka. Larvy po vylíhnutí vyžerou část semen a v době jejich dozrávání květinu opustí, spadnou na půdu a zavrtají se do ní. Na jaře vylíhlé imaga po kopulaci opět nakladou vajíčka do květů.
Plody jsou hnědé měchýřky srostlé do několikačetného souplodí. Měchýřek je elipsoidní, asi 10 mm dlouhý a protažený do krátkého, asi 1 mm dlouhého zobánku. Obsahuje četná semena uložená ve dvou řadách, jsou asi 1,5 mm velká, hladká a leskle černá. Semena slouží k rozmnožování, pro jejich vyklíčení je obvykle nutná stratifikace při teplotě pod 0 °C. Kromě semen se mohou rostliny množit i dělením starších trsů.

## Význam
Dekorativní rostlina, u které bylo z divoké formy vyšlechtěno mnoho kultivarů. Poměrně často se upolín evropský pěstuje v okrasných zahradách, kde se tato nenáročná trvalka doporučuje vysazovat na osluněná stanoviště podél potoků či k jezírkům. Rostliny se hodí i k řezu, z mateřské rostliny se odřezávají lodyhy s květy brzy po vybarvení ještě uzavřených, ale už nadmutých květů, které pak vydrží při pokojové teplotě čtyři až šest dnů.
Rostlina je pro většinu savců jedovatá, obsahuje isochinolinový alkaloid magnoflorin. V případě hojného zkrmování dobytkem může způsobit otravu, usušením však její škodlivost zmizí.

## Galerie

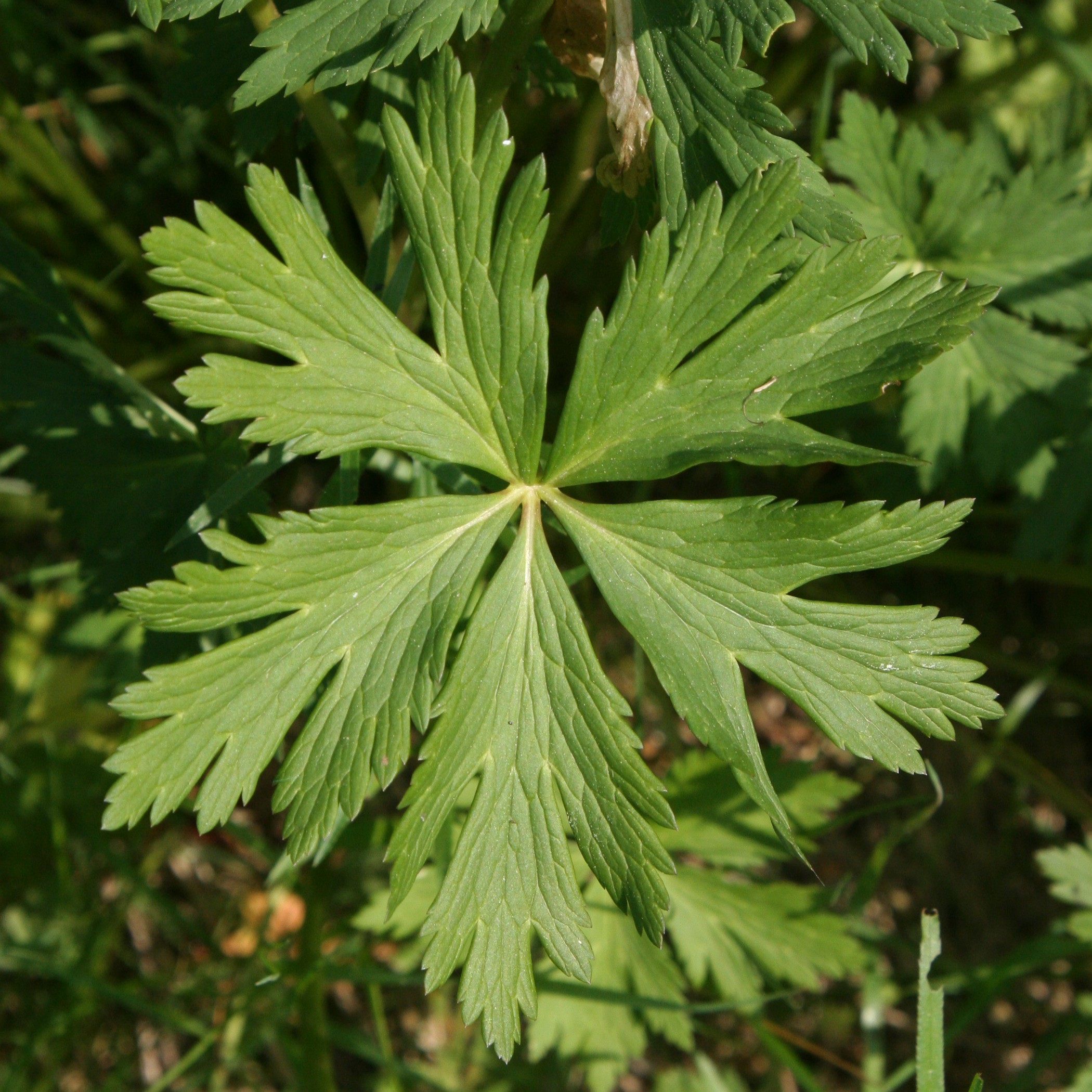
List
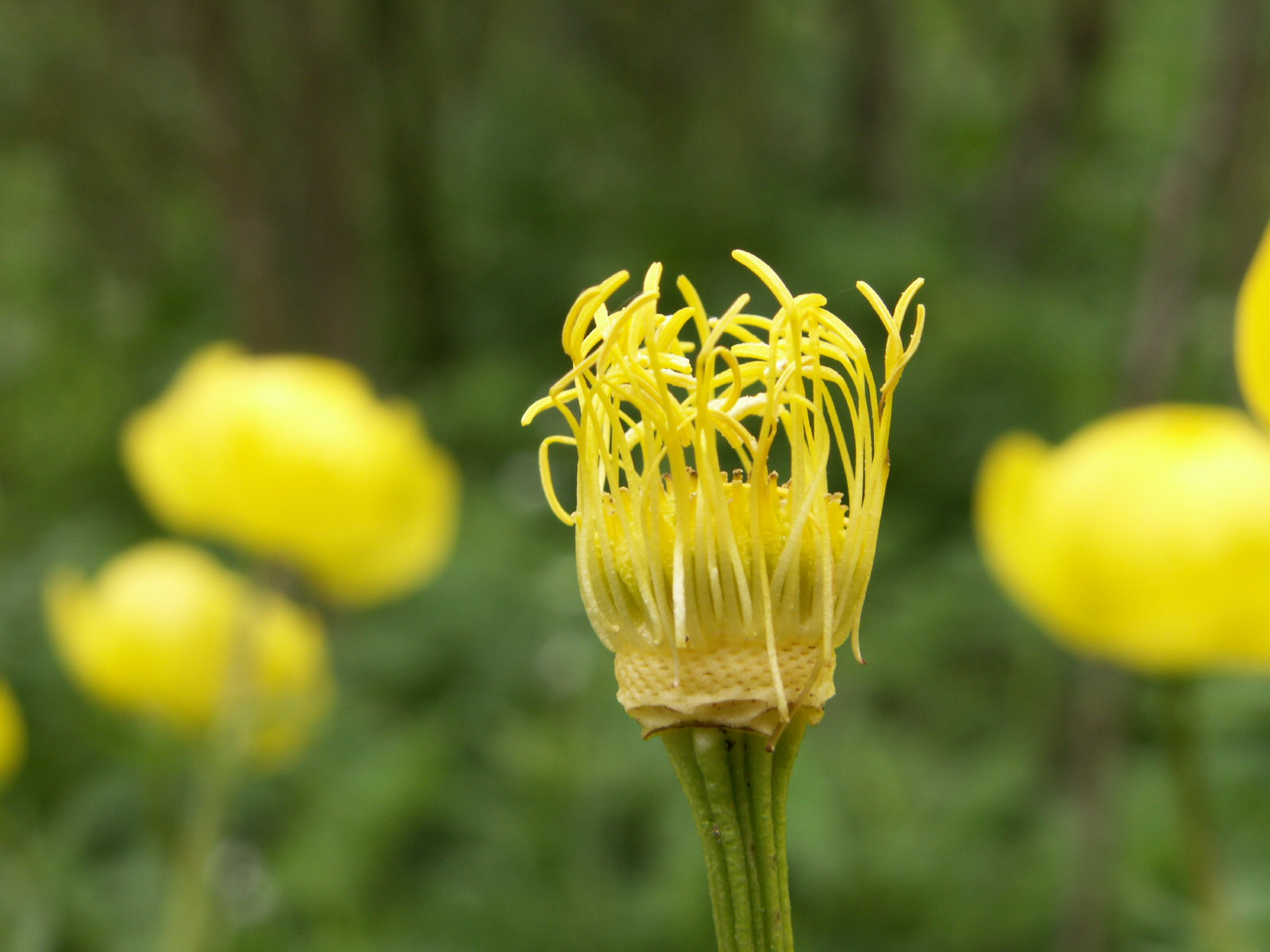
Květ bez okvětí
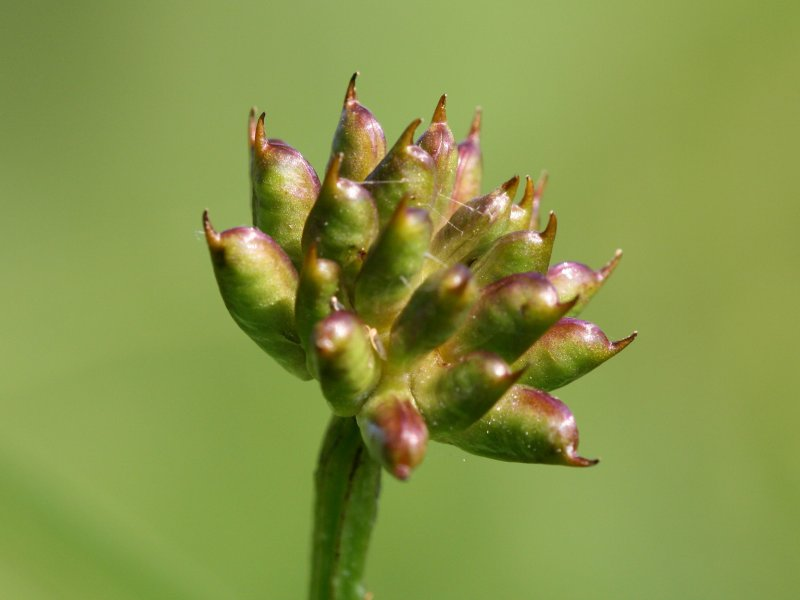
Zrající plodenství
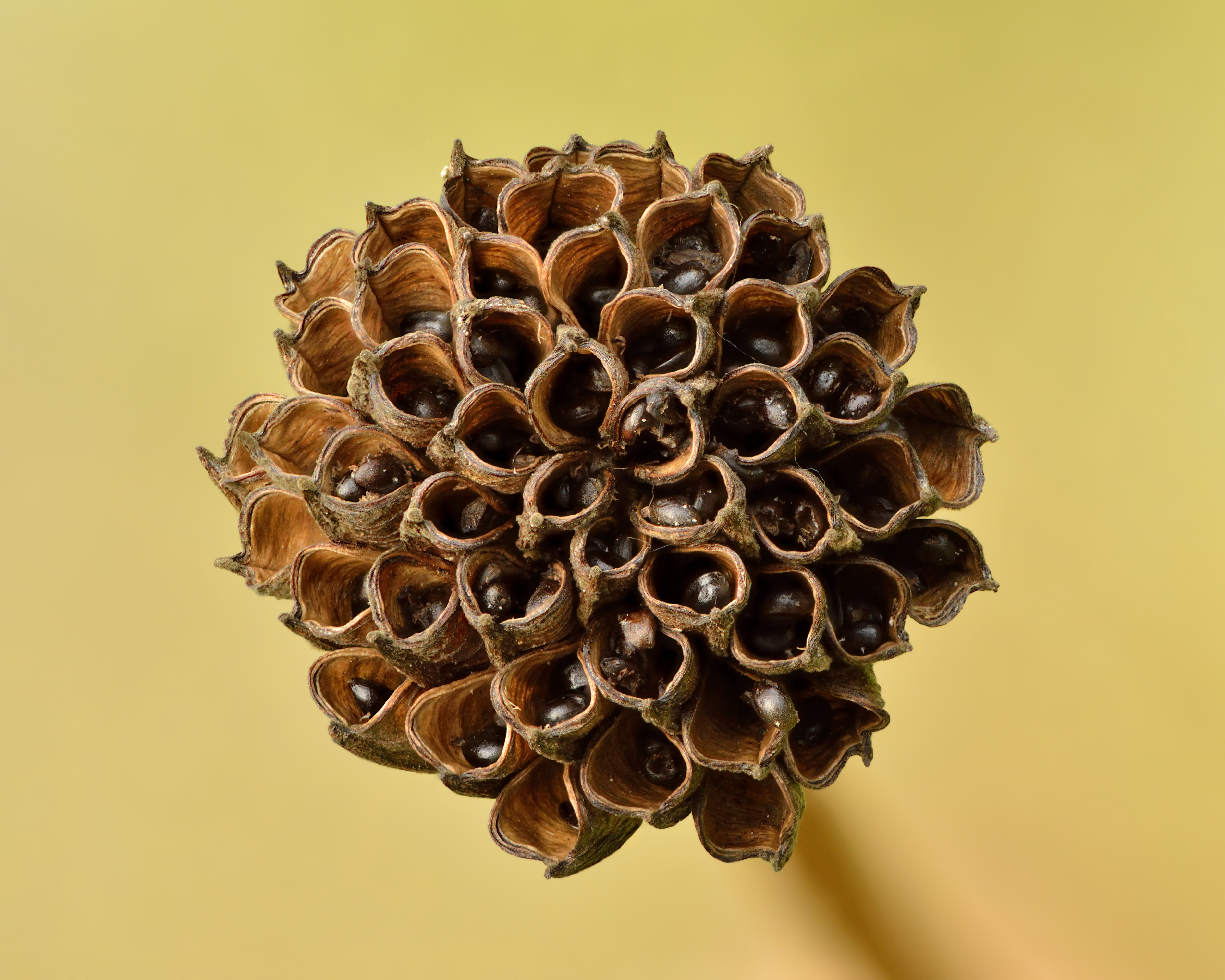
Vysemeněné plodenství